# گمشده (فیلم ۲۰۰۳)
گمشده (به انگلیسی: The Missing) فیلمی وسترن به کارگردانی ران هاوارد است که در سال ۲۰۰۳ بر پایهٔ رمانی از توماس آیدسون به نامِ سواریِ آخر (به انگلیسی: The Last Ride) ساخته شد. تامی لی جونز و کیت بلانشت بازیگران این فیلم هستند.